# Al Moutawasset
Al Moutawasset (arabe : المتوسط) est une chaîne de télévision généraliste tunisienne, proche du parti Ennahdha. Lancée le 17 décembre 2012, elle n'obtient sa licence que le 2 septembre 2014 avant d’être vendue à deux hommes d'affaires, Fayçal Tebourski et Adel Ben Khalifa, qui changent le nom de la chaîne en M Tunisia.
M Tunisia se démarque d'Al Moutawasset par une nouvelle ligne éditoriale, ainsi qu’une programmation et un habillage différents.